# Mopp

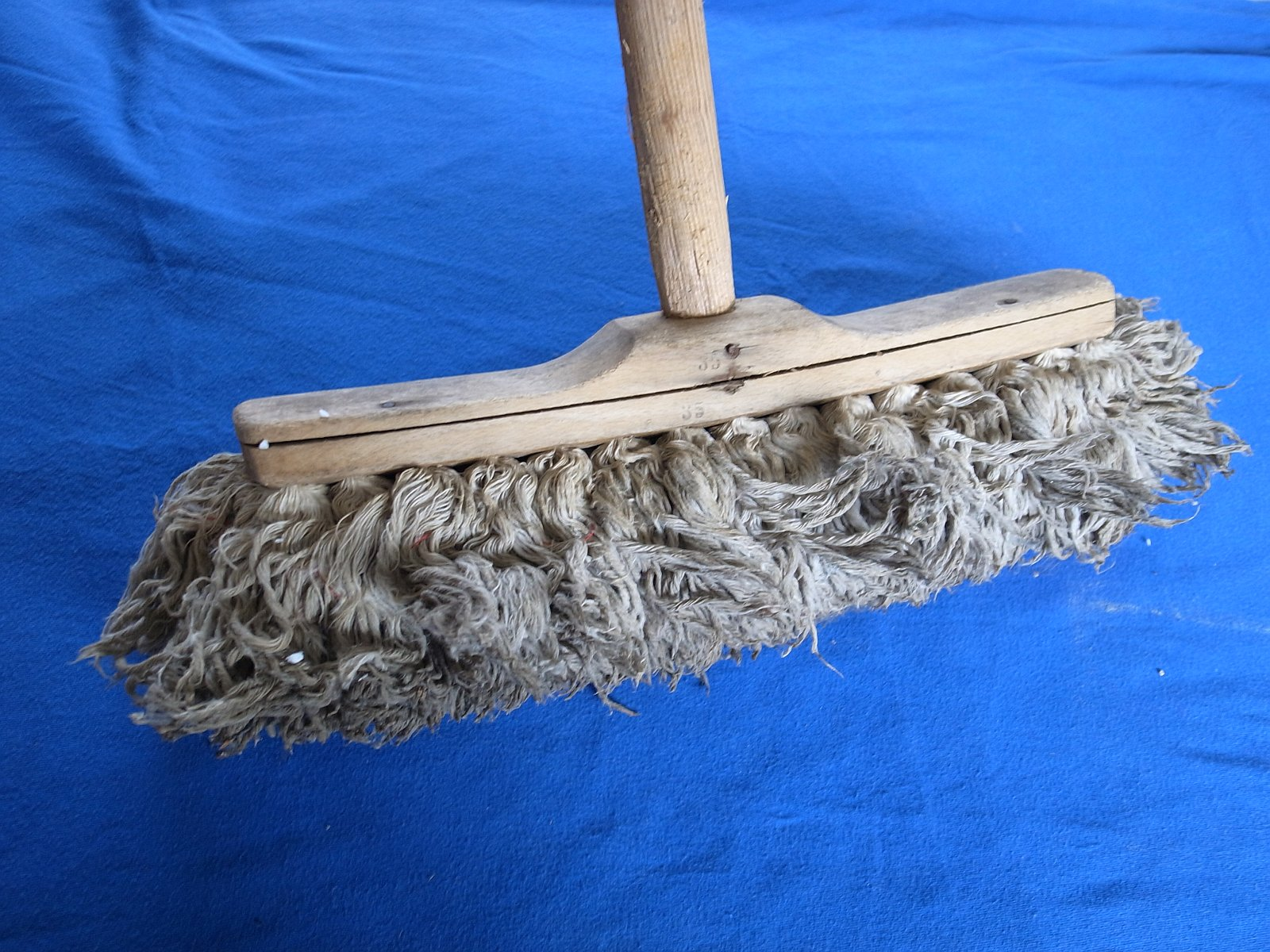
Mopp, ca. 1940

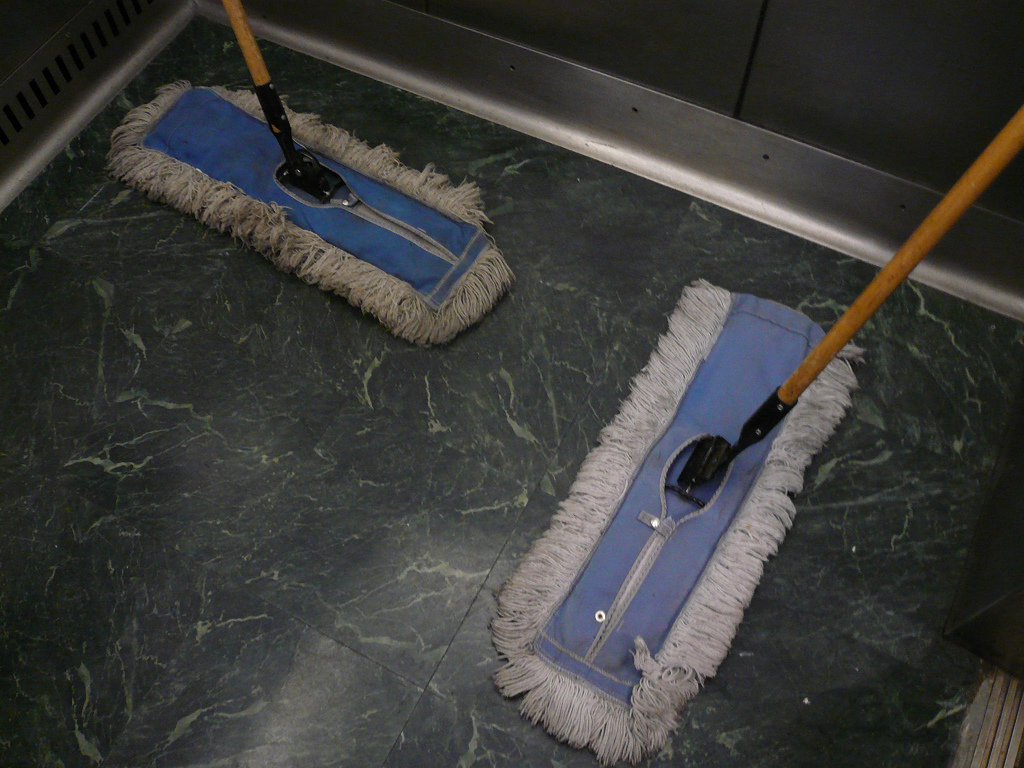
Zwei Mopps in Aktion

Ein Mopp (Plural Mopps, Verbform moppen oder aufmoppen; in der Schweiz Flaumer,  seemännisch Dweil) ist ein Gerät zur trockenen Reinigung glatter Fußböden, insbesondere zur Aufnahme von losem Staub und Fusseln.
Ein moderner Mopp besteht aus einer Grundplatte, deren abnehmbarer Textilbezug mit etwa 10 cm langen Fransen versehen ist. Die Grundplatte ist gelenkig an einem langen Stiel befestigt, so dass Staub auch unter Möbeln erreicht werden kann. Ihre Breite und damit auch die des Bezugs variiert dabei von wenigen Dezimetern für den privaten Einsatz bis zu weit mehr als einem Meter im gewerblichen Einsatz.
Der im Mopp gebundene Staub wird durch schnelles Drehen und Schwenken aus dem Mopp geschüttelt, oder der Mopp wird ausgebürstet. Der textile Überzug des Mopps kann aber auch gewaschen oder professionell gereinigt werden.
Vom trockenen Mopp zu unterscheiden ist der Wischmopp, der die Arbeitsweise eines Mopps mit der nassen Fußbodenreinigung durch Schrubber und Feudel (Putzlappen) kombiniert.